# Navartjärnen, Lappland
Navartjärnen är en sjö i Malå kommun i Lappland och ingår i Umeälvens huvudavrinningsområde. Sjön har en area på 0,0354 kvadratkilometer och ligger 350 meter över havet. Sjön avvattnas av vattendraget Åman.

## Delavrinningsområde
Navartjärnen ingår i det delavrinningsområde (722298-164663) som SMHI kallar för Ovan 721794-164727. Medelhöjden är 383 meter över havet och ytan är 46,28 kvadratkilometer. Det finns inga avrinningsområden uppströms utan avrinningsområdet är högsta punkten. Åman som avvattnar avrinningsområdet har biflödesordning 3, vilket innebär att vattnet flödar genom totalt 3 vattendrag innan det når havet efter 218 kilometer. Avrinningsområdet består mestadels av skog (69 procent) och sankmarker (25 procent). Avrinningsområdet har 0,47 kvadratkilometer vattenytor vilket ger det en sjöprocent på 1 procent.